# Список исторических районов Волгограда

Исторические районы Волгограда — существующие или утраченные названия частей города и вошедших в его состав населенных пунктов. Как правило, не имеют официального административного статуса, хотя могли обладать им в прошлом.
Древнейшим историческим районом Волгограда является Старый город. В XVIII веке вокруг него были выстроены три форштадта: Преображенский, Бутырский и Зацарицынский, а к югу от Царицына появилась позже включенная в черту города колония Сарепта. Начиная с XIX века, город прирастал новыми рабочими поселками и поглощенными деревнями.
Ниже представлен список исторических районов в составе административных единиц города.

## Центральный район
Имена и границы исторических районов приводятся по Историко-географическому словарю Саратовской губернии Александра Минха (1902 год).
| Название                     | Границы | Площадь | Особенности и достопримечательности | Карта |
| ---------------------------- | --- | ------- | --- | ----- |
| Старый город                 | берег Волги, берег Царицы, улицы Мира (Ломоносовская) и Островского улица Комсомольская (участок бывшей Ярославской)                                                                                 |         | Площадь Павших борцов, Новый экспериментальный театр, Тополь на площади Павших борцов, Аллея Героев, Проспект Ленина, Медицинский университет, Центральная набережная, Волгоградский институт искусств, Комсомольская, Пионерская, |       |
| Голубинка                    | улица Мира (Ломоносовская) , берег Царицы, полотно железной дороги, улица Володарского (Московская)                                                                                                  |         | Комсомольский сад, Здание Царицынской пожарной команды |       |
| Преображенский форштадт      | Проспект Ленина (участок бывшей Черниговской), улицы Островского и Мира (Ломоносовская) улица Володарского (Московская), полотно железной дороги, улица Порт-Саида (Курская)                         |         | Волгоград I, Привокзальная площадь, Синагога, улица Островского. Планировка улиц диагональная по отношению к нынешней. |       |
| Бутырки                      | берег Волги, улица Комсомольская (участок бывшей Ярославской), проспект Ленина (участок бывшей Черниговской), улицы Порт-Саида (Курская) и Коммунистическая, 13-я Гвардейская (Казанская)            |         | Волгоградский планетарий, Волгоградский государственный педагогический университет, Волгоградский государственный технический университет, Волгоградская академия государственной службы                                           |       |
| Балканы                      | берег Волги, 13-я Гвардейская (Казанская), полотно железной дороги, улица Землянского |         | Площадь Ленина, Музей-заповедник «Сталинградская битва», Дом Павлова, Мельница Гергардта, Площадь Ленина (станция метротрама), Храм Святого Николая                                                                                |       |
| За полотном (Заполотно)      | полотно железной дороги, граница Центрального и Ворошиловского районов, улица Рокоссовского (Ладожская), проспект маршала Жукова, улицы Ленская, Ткачева, Рокоссовского улицы Качинцев и Землянского |         | Волгоград-Сити, Свято-Духов монастырь |       |
| Мамаев курган                | полотно железной дороги, улица Рокоссовского (Ладожская) |         | Родина-мать |       |
| Нобелевский нефтяной городок | территория ЦПКиО и стадиона |         | |       |

## Ворошиловский район(Зацарицынский форштадт, 2-й Волгоград)
Имена и границы исторических районов приводятся с учетом Историко-географического словаря Саратовской губернии (1902 год) и карты Царицына начала XX века.
| Название                | Границы | Площадь | Особенности и достопримечательности | Карта |
| ----------------------- | --- | ------- | --- | ----- |
| Новые места             | берег Волги, улица Баррикадная, улица Социалистическая (Козьмодемьянская), берег Царицы                         |         | Улица Рабоче-Крестьянская, Площадь Чекистов, Памятник чекистам, Детская железная дорога, Гаситель, Профсоюзная, Улица Козловская, Волгоградский архитектурно-строительный университет |       |
| Ендовище (Таганы)       | улица Социалистическая (Козьмодемьянская), улица Ростовская, полотно железной дороги, берег Царицы              |         | место компактного проживания татар |       |
| Солдатские места        | улица Социалистическая (Козьмодемьянская), улица Академическая, полотно железной дороги, улица Ростовская       |         | |       |
| Ставропольские балаганы | улица Социалистическая (Козьмодемьянская), улица Огарева, полотно железной дороги, улица Академическая          |         | |       |
| Колесные ряды           | улица Социалистическая (Козьмодемьянская), улица Баррикадная, полотно железной дороги, улица Огарева            |         | |       |
| Сенные ряды и кузницы   | Улица Рабоче-Крестьянская (Княгининская), улица Иркутская, полотно железной дороги, улица Баррикадная           |         | Волгоградский театр юного зрителя, ТЮЗ (станция метротрама) |       |
| Лесные склады           | Улица Рабоче-Крестьянская (Княгининская), граница с Советским районом, полотно железной дороги, улица Иркутская |         | |       |
| Кавказ                  | берег Волги, граница с Советским районом, Улица Рабоче-Крестьянская (Княгининская), улица Академическая         |         | Был густонаселенной рабочей окраиной с антисанитарными условиями |       |
| Дар-гора                | заполотновская часть                                                                                            |         | Казанский собор |       |

## Краснооктябрьский район
| Название        | Границы | Площадь | Особенности и достопримечательности                                                                     | Карта |
| --------------- | --- | ------- | --- | ----- |
| Русская деревня | 39-я Гвардейская, улица Таращанцев, улица Металлуров, проспект Ленина                                      |         | построен для рабочих завода «Уральско-Волжского металлургического общества»                             |       |
| Большая Франция | |         | построен на берегу Волги для высшего руководства завода «Уральско-Волжского металлургического общества» |       |
| Малая Франция   | ул.Матевосяна, пр-т Металлургов, ул.Чистоозёрная, ул.Капитана Тряскина                                     |         | построен для специалистов завода «Уральско-Волжского металлургического общества»                        |       |
| Мансардный      | Волжский проспект, ул. Капитана Тряскина, ул.Чистоозёрная, территория завода «Баррикады»                   |         | Посёлок из 2-х этажных домов, стадион «Монолит»                                                         |       |
| Северный        | ул. Маршала Ерёменко (2-я Продольная), пр-т Металлургов, ул Поддубного, ул.Генерала Штеменко               |         | |       |
| Вишневая балка  | |         | |       |
| Нижний поселок  | между Волгой и заводом «Баррикады»                                                                         |         | база футбольного клуба «Ротор»                                                                          |       |
| Тир             | склон Мамаева Кургана (железнодорожная ветка), ул.Лермонтова (2-я Продольная), ул. Мичурина, ул.2-я Горная |         | |       |

## Тракторозаводский район
| Название                           | Границы                                                  | Площадь | Особенности и достопримечательности | Карта |
| ---------------------------------- | -------------------------------------------------------- | ------- | ----------------------------------- | ----- |
| Нижний Тракторный                  | между Волгой и Волгоградским тракторным заводом          |         |                                     |       |
| Верхний                            |                                                          |         |                                     |       |
| Спартанка (Спартановка)            | берег Волги между устьями Мокрой Мечётки и Сухой Мечётки |         |                                     |       |
| Водстрой                           | отдельная территория                                     |         |                                     |       |
| Мечётка (поселок ГЭС)              | отдельная территория                                     |         | Сухая Мечётка                       |       |
| Латошинка                          | отдельная территория                                     |         |                                     |       |
| Линейный                           | отдельная территория                                     |         |                                     |       |
| Верхнезареченский (Селезнев Бугор) | отдельная территория                                     |         |                                     |       |
| Замечётинский                      | отдельная территория                                     |         |                                     |       |
| Горный                             | отдельная территория                                     |         |                                     |       |

## Дзержинский район
| Название     | Границы | Площадь | Особенности и достопримечательности | Карта                             |
| ------------ | --- | ------- | ----------------------------------- | --------------------------------- |
| Семь ветров  | улица Московская, бульвар 30-летия Победы, улица Землячки                                                       |         |                                     | https://yandex.ru/maps/-/CVHwfZLo |
| Гумрак       | отдельная территория                                                                                            |         |                                     |                                   |
| 2-й километр | ул. Московская, ул. Качинцев, ул. Головина, ул. Демидовская, ул. Рокоссовского, ул. Можайская, ул. Закарпатская |         | СК "Электроник"                     | https://yandex.ru/maps/-/CVHwfZ-W |
| Жилгородок   | ул. Шекснинская, Вишнёвая бал., пр-д Дорожников, ул. Историческая                                               |         | СК "Олимпия"                        | https://yandex.ru/maps/-/CVHwfZ-I |
| Ангарский    | ул. Рокоссовского, берег Царицы, 3-я Продольная, ул. Хуторская, ул. Ползунова                                   |         |                                     | https://yandex.ru/maps/-/CVHwfZ-W |

## Советский район
| Название                         | Границы                                                                                           | Площадь | Особенности и достопримечательности | Карта |
| -------------------------------- | ------------------------------------------------------------------------------------------------- | ------- | ----------------------------------- | ----- |
| Нижняя Ельшанка (мкр-н "Тулака") | берег Волги, территория бывшего завода имени Куйбышева, полотно железной дороги, Ельшанский овраг |         | Ельшанка (станция метротрама)       |       |
| Верхняя Ельшанка                 | отдельная территория                                                                              |         |                                     |       |
| Горьковский                      | отдельная территория                                                                              |         |                                     |       |
| Купоросный                       | берег Волги, Григорова балка, полотно железной дороги, территория бывшего завода имени Куйбышева  |         |                                     |       |
| поселок имени Петрова            | полотно железной дороги, Купоросная балка, граница города, Шаронова балка                         |         |                                     |       |
| Червленоразное (Песчанка)        | отдельная территория                                                                              |         |                                     |       |
| Горная Поляна                    | отдельная территория                                                                              |         |                                     |       |

## Кировский район
| Название             | Границы | Площадь | Особенности и достопримечательности | Карта |
| -------------------- | ------- | ------- | ----------------------------------- | ----- |
| Бекетовка (Хохловка) |         |         |                                     |       |
| Отрада               |         |         |                                     |       |
| Развилка             |         |         |                                     |       |

## Красноармейский район
| Название | Границы | Площадь | Особенности и достопримечательности | Карта                             |
| -------- | ------- | ------- | ----------------------------------- | --------------------------------- |
| Сарепта  |         |         |                                     | https://yandex.ru/maps/-/CVHwf6Zx |